# Alb de Onițcani
Alb de Onițcani este un soi de viță de vie pentru vin. A fost creat la Institutul agricol "M. V. Frunze" din Chișinău în colaborare cu Institutul de cercetări științifice în domeniul viticulturii și vinificației al Asociației științifice de producție "Vierul" prin polenizarea soiului Cil Ghiuliabi cu amestec de polen de la soiul Pierelle (Seyve Villard 20-366) și de la portaltoiul provenit din sămânța № 224. Autorul soiului este D. Verderevschi, C. Voitovici și I. Naidenova, coautori – V. Buimistru, T. Carcevscaia, P. Apruda, B. Smentâna și  V. Ponomarcenco. A fost acceptat pentru testarea de stat în 1976. În 2016 în Moldova erau cultivate cu acest soi 424 ha și în Rusia 66 ha.

## Caractere ampelografice
Vârful lăstarului tânăr este arămiu, fără puf. Frunza este mijlocie, rotundă, cu cinci lobi, slab sectată. Pe partea inferioară nu are perișori. 
Floarea este hermafrodită. Strugurii sunt mijlocii, cilindro-conici, îndesați. Bobul este mijlociu, ușor oval, verde-deschis. Pulpa este suculentă: conține 80,2% suc; pentru comparație bobul de Aligote conține 74,3% suc.

## Caracterizarea agrobiologică
Alb de Onițcani este un soi tehnic tipic cu epoca de coacere foarte târzie. Conform datelor din anii 1970, dezmugurirea începe la sfârșitul lunii aprilie-începutul lui mai, înflorirea la începutul decadei a doua a lui iunie, strugurii se coc în prima jumătate a lui octombrie. Butucii au o mare putere de creștere, maturarea lemnului este bună.
Soiul intră pe rod relativ devreme. În al patrulea an roada atinge 6-7 t/ha, în anii următori sporește până la 140 t/ha și mai mult.
Soiul are o rezistență medie la ger. În zonele unde media temperaturilor minime absolute ale aerului, iarna, nu coboară sub -28°C, butucii pot fi cultivați fără a fi îngropați peste iarnă, pe tulpină înaltă (100 cm), după forma cordon bilateral orizontal. Are o rezistență complexă la boli criptogamice. Gradul de vătămare de mildiu, oidium și putregaiul cenușiu este de 2 puncte. De asemenea, s-a constatat o rezistență complexă la antracnoză și filoxeră.
În anii 1970 clima din Moldova era mai rece în comparație cu anii 2020. Strugurii de acest soi se coceau târziu și, în anumiți ani, nici nu se coceau bine. Prin urmare, aciditatea era prea înaltă și recolta era utilizată în principal pentru producția de material vinicol pentru distilate. Alb de Onițcani a redevenit popular în podgoriile din sudul țării începând cu anii 2000, iar din anii 2010 a început să fie îmbuteliat ca vin monosoi.